# 124省道 (上海市)
124省道，即沪松卫线，起自闵行区的莲花路漕宝路口（K14+0），终于金山区杭州湾大道沪杭公路路口（K73+928），全长共计59.928千米。该道路由漕宝路（莲花路—七莘路）、沪松公路（七莘路—沪杭高速公路跨线桥）、松卫北路、松浦三桥、松卫南路和杭州湾大道六段道路组成。